# Elecciones parlamentarias de Croacia de 1992
Las elecciones parlamentarias se celebraron junto a las elecciones presidenciales el 2 de agosto de 1992, las primeras elecciones tras la independencia y bajo la nueva constitución.  Se eleigieron los 138 escaños de la Cámara de Representantes. El resultado fue una victoria para la Unión Democrática Croata, el cual ganó la mayoría con 85 escaños que le aseguraba una mayoría absoluta. La afluencia electoral fue de 75.61 %.

## Contexto
Las circunstancias bajo qué tuvieron las elecciones fue extraordinario —un tercio del país estuvo ocupado por las fuerzas Krajina, mientras que Croacia estuvo implicada en la guerra de la vecina Bosnia—. Pocas personas, sin embargo, elegido bajo la antigua Constitución Comunista y en un momento en que Croacia había sido parte de Yugoslavia, claramente no correspondía a las nuevas realidades políticas.
A pesar de que la nueva constitución establecía un Parlamento bicameral, solo se eligió la Cámara de Representantes. Se aprobaron nuevas leyes electorales, escritas por Smiljko Sokol, y se introdujo un nuevo sistema de votación —combinando el escrutinio mayoritario uninominal y la representación proporcional—. Se eligieron sesenta miembros en distritos electorales individuales, mientras que se distribuyeron 60 escaños entre las listas de candidatos que superaron el umbral del 2 %. Se reservaron doce escaños para los croatas expatriados, mientras que el Parlamento tenía que tener al menos quince miembros pertenecientes a minorías étnicas: once serbios y cuatro más.
Franjo Tudjman y su partido la Unión Democrático Croata entraron en campaña con gran confianza, porque Croacia, a pesar de estar parcialmente ocupada, había obtenido la independencia y el reconocimiento internacional bajo su liderazgo. Los medios controlados por el estado en ese momento presentaban la guerra como prácticamente ganada y la reintegración pacífica de Krajina como una mera formalidad que ocurriría en un futuro muy próximo.
Sin embargo, en el mismo período surgió la oposición al régimen de Tudjman, centrado principalmente en políticos y partidos que criticaron la conducción de la guerra de Tudjman y encontraron que el gobierno era demasiado apacible con la comunidad internacional y los serbios. Otros líderes de la oposición estaban preocupados por las tendencias autocráticas de Tudjman y el declive visible de los estándares democráticos en Croacia.
El Partido Socialdemócrata, que nominalmente era el principal partido de la oposición, basado en su representación en el antiguo Parlamento, era en comparación amigable con Tudjman. Esto podría explicarse por su posición precaria: perdió la mayoría de sus miembros por deserciones, muchos de sus votantes descontentos desertaron a otros partidos, mientras que muchos croatas asociaron a ese partido con todo el comunismo. Muchos analistas y sondeos de opinión creían que SDP no lograría romper el umbral del 2 %.
La oposición fue muy elocuente, pero también fue desunida, lo que fue más evidente en la rivalidad entre dos partidos liberales: el Partido Liberal Social Croata y el Partido Popular Croata.
Esto permitió a HDZ ganar electorados considerados desesperados por la oposición dividida, a veces con apenas el 18 % de los votos. HDZ ganó alrededor del 40 % de los votos a nivel nacional, pero también ganó 54 de los 60 distritos electorales individuales. Los únicos lugares donde HDZ fue duramente derrotado es Istria, donde la Asamblea Democrática de Istria local ganó los tres distritos electorales, mientras que Vladimir Bebić, representante de la Alianza de Primorje - Gorski Kotar, tomó un asiento en la cercana ciudad de Rijeka. Un asiento, que representaba al entonces ocupado Vukovar, fue ganado por un candidato independiente, mientras que un asiento en Medjimurje fue uno por HSLS.

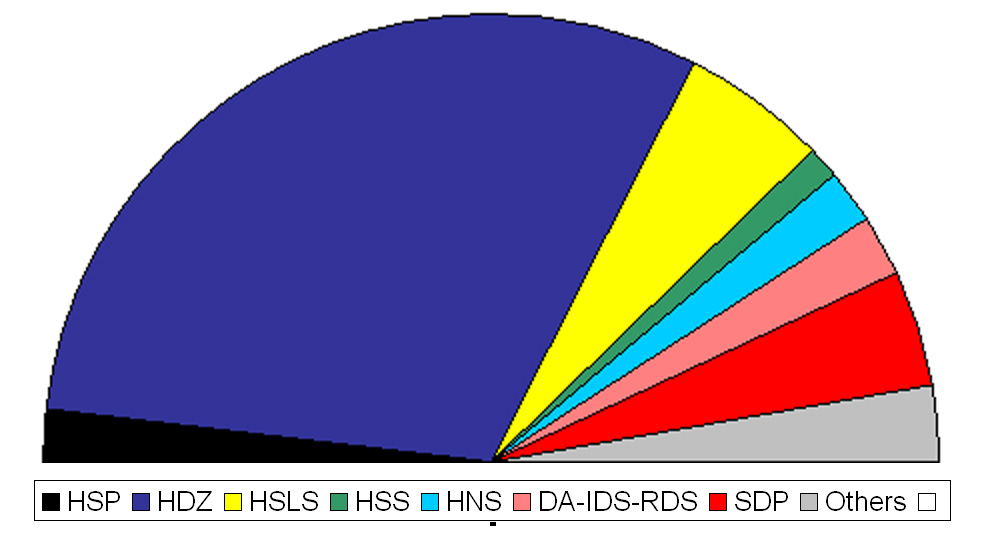
Diagrama de los escaños de la Cámara de Representantes

Aunque HDZ ganó una cómoda mayoría, la oposición podría consolarse con el surgimiento de HSLS como el partido opositor más fuerte. Otras partes en ingresar a Sabor fueron SNP, Partido Campesino Croata, Partido Croata de los Derechos, Acción Dálmata, SDP y Partido Popular Serbio.
Este último tenía su representante en el Parlamento elegido por decisión del Tribunal Constitucional, con el fin de cubrir la cuota de los serbios étnicos. Esta decisión fue controvertida porque el Tribunal explicó su decisión señalando al SNS como "parte étnica" y, por lo tanto, tenía más derecho a representar a la minoría étnica serbia que cualquier otra parte. Esto fue a expensas del partido izquierdista Unión Socialdemócrata, que ganó más votos que SNS y tenía suficientes candidatos serbios étnicos en su lista para cubrir la cuota.
Esta elección, junto con las elecciones presidenciales, también se asoció con presunto fraude electoral. Después de las elecciones, algunos candidatos de la oposición acusaron al partido gobernante de robar los votos y manipular el resultado a favor de sus candidatos, especialmente en distritos electorales donde las elecciones eran estrechas. La más conocida de esas acusaciones se relaciona con un distrito electoral de Zagreb donde el candidato de HDZ y futuro portavoz de Sabor, Nedjeljko Mihanović, ganó el escaño y derrotó al candidato de HSLS Relja Bašić solo después de recibir un par de cientos de votos supuestamente emitidos en cárceles croatas.

## Resultados
|  | 44.68 % |

|  | 17.71 % |

|  | 7.06 % |

|  | 6.69 % |

|  | 5.52 % |

|  | 4.25 % |

|  | 3.18 % |

|  | 1.10 % |

|  | 9.81 % |

|  | 97.79 % |

|  | 2.21 % |

|  | 100.00 % |

|  | 75.61 % |